# Delphine Ugalde
Delphine Ugalde, nom real Delphine Beaucé (París, 13 de desembre de 1829 - 19 de juliol de 1910) fou una soprano francesa. Era la mare de Marguerite Ugalde que també fou cantant.
Deixebla de Cinti-Damoreau, debutà el 1845 a l'Opéra-Comique de París amb extraordinari èxit. Durant molts anys actuà en aquest teatre e va reeixir a adquirir gran notorietat pels seus destacats mèrits de cantant i actriu.
El 1853 va contraure matrimoni amb el músic espanyol Ugalde del que prengué el cognom i el 1870 es retirà de l'escena i es dedica a París a l'ensenyança del cant. De la seva escola particular en sortiren artistes eminents com la soprano Sass, cèlebre intèrpret de les òperes de Meyerbeer.